# María Teresa Gómez-Mont Urueta
María Teresa Gómez Mont y Urueta (Ciudad de México, 7 de octubre de 1945) es una política mexicana, miembro del Partido Acción Nacional. Ha sido en dos ocasiones diputada federal.

## Reseña biográfica
María Teresa Gómez-Mont pertenece a una destacada familia de abogados y políticos iniciada por su padre, Felipe Gómez Mont, quien fue miembro fundador del Partido Acción Nacional y en tres ocasiones diputado federal, además de destacado abogado y catedrático de la Escuela Libre de Derecho; de su matrimonio con María Teresa Urueta tuvo un total de trece hijos, siendo la mayor María Teresa Gómez Mont y entre los que se puede mencionar a Miguel Gómez-Mont Urueta, director de FONATUR de 2006 a 2010 y a Fernando Gómez-Mont Urueta, secretario de Gobernación de 2008 a 2010 en el gobierno de Felipe Calderón Hinojosa.
Es licenciada en Ciencias Políticas egresada de la Universidad Iberoamericana y maestra y doctora en Ciencia Política por la Universidad Nacional Autónoma de México (UNAM), institución en la que también tiene una especialidad en Derecho Constitucional y en la que ha ejercido como catedrática, de misma manera que en la Universidad Iberoamericana.
Militante del PAN desde 1963, ha ocupado diversos cargos en su estructura en el entonces Distrito Federal: delegada en el distrito 36, secretaria de Prensa y de Comunicación, así como consejera política estatal.
Ha sido diputada federal en dos ocasiones, ambas por la vía de la representación proporcional: la primera a la LVI Legislatura de 1994 a 1997 y la segunda a la LVIII Legislatura de 2000 a 2003; en esta última fue secretaria de la comisión Especial para la Reforma del Estado; e integrante de las comisiones de Gobernación y Seguridad Pública; y de Radio, Televisión y Cinematografía.